# ارون میلر (ورزشکار)
ارون میلر (انگلیسی: Aaron Miller؛ زادهٔ ۱۱ اوت ۱۹۷۱) بازیکن هاکی روی یخ اهل ایالات متحده آمریکا است.
از باشگاه‌هایی که در آن بازی کرده‌است می‌توان به ونکوور کناکز اشاره کرد.